# Ceiba (Porto Rico)
Ceiba è una città di Porto Rico situata sulla costa orientale dell'isola. L'area comunale confina a nord con Fajardo, a sud con Nagüabo e a ovest con Río Grande. È bagnata a est dalle acque dello stretto di Vieques. Il comune, che fu fondato nel 1838, oggi conta una popolazione di oltre 10 000 abitanti  ed è suddiviso in 8 circoscrizioni (barrios).